# Acheilo clypeatus
Acheilo clypeatus är en skalbaggsart som beskrevs av Britton 1988. Acheilo clypeatus ingår i släktet Acheilo och familjen Melolonthidae. Inga underarter finns listade i Catalogue of Life.